# Days of Future Future
«Days of Future Future» (укр. «Дні майбутнього майбутнього») — вісімнадцята серія двадцять п'ятого сезону мультсеріалу «Сімпсони», прем'єра якої відбулась 13 квітня 2014 року у США на телеканалі «Fox».

## Сюжет
Мардж прокидається і виявляє Гомера на кухонному столу в одній нижній білизні. Вона просить його зайнятися своїм здоров'ям. Коли Гомер приймає слова Мардж, він марширує нагору по сходах, щоб сказати дружині про це. Однак, він падає і вмирає…
На похороні професор Фрінк оголошує, що зробив клона Гомера. Мардж попереджає «Гомера № 2» серйозно віднестись до цього другого шансу…
Після тридцяти років постійних смертей клонів Фрінк оголошує, що не може повернути Гомера, але він зберіг його пам'ять на флешці, яка він підключає до телевізійного екрану. Коли Мардж усвідомлює, що її чоловік — просто «лице на екрані», їй все набридає і вона передає флешку Барту, який не зробив нічого путнього за 30 років.
Барт показує Гомеру його своє нове житло ― занедбану класну кімнату у Спрінґфілдській початковій школі. Згодом Барт відправляє своїх двох синів до будинку своєї колишньої дружини Дженди. Працюючи в парку розваг динозаврів, Барт нарікає, що сумує за своїми дітьми. Не маючи змоги забути колишню, Барт бачить цільовий рекламний щит, який каже йому рухатися далі за допомогою шокової терапії, яка змусить його забути все непотрібне…
Тим часом під час волонтерства Ліси на зомбі-кухні на її чоловіка, Мілгауса, нападає зомбі. Для лікування «зомбіїзму» доктор Гібберт робить Мілгаусу уколи. Якось на Лісу та зомбі Мілгауса нападають хулігани, однак Мілгаус, нечуттєвий, відбивається від них. Вона не хоче, щоб він вилікувався, хоча доктор Гібберт не рекомендує припиняти лікування.
Після процедури вибіркового забуття Барт починає «рухатись далі» і щодня змінює жінку оддну за одною. У квартирі Барта Гомер отримує нове життя в костюмі робота. Сини Барта відвідують його і просять допомогти їхній мамі, Дженді, впоратися з депресією. Заплакана, вона розповідає Барту, Джеррі, її хлопець-іншопланетянин, покинув її. Барт втішає її, згадуючи, що він намагається налагодити своє життя, а її плач нагадує про те, що він втратив. Дженда вражена новоспеченою зрілістю Барта і запрошує його на вечерю. Коли все проходить добре, вони вирішують знову залагодити свої стосунки. Однак, пізніше двоє впадають у свої шкідливі звички не звертати уваги одне на одного, і стають невпевненими, чи варто було знову сходитись…
Барт і Ліса йдуть до таверни Мо, щоб розібратися зі своїми проблемами у шлюбі. Там вони зустрічають Мардж, яка усвідомила, що сумує таки за Гомером. Вона радить їм дослухатися до серця, після чого вбиває себе електричним струмом, щоб жити з Гомером віртуальним життям… Зрештою Ліса вирішувати прийняти Мілгауса справжнього, тож він повністю виліковується.
Барт з'їжджає від Дженди, бо зрозумів, що не кохає її. Натомість Дженда заявляє, що потайки знову зустрічалась із Джеррі. Усвідомивши колишню справжньою, Барт заявляє, що «нарешті повністю забув її»… У цей момент Барт виявляє себе у кріслі терапевта і дізнається, що все, що він пережив, було просто сном під час шокової терапії.
У фінальній сцені Барт і Ліса відвідують Мардж і дізнаються, що вони з Гомером знову разом, і Мардж подарувала чоловіку нове тіло робота та особистість. Барт рекомендує Лісі спробувати «рухатися далі», якщо її не влаштовує «справжній» Мілгаусом. Однак сестра зазначає, що Мілгаус все ще зомбі, бо від зомбіїзму, насправді, немає ліків, і їй це подобається.

## Виробництво
У вересні 2013 року шоуранер серіалу Ел Джін оголосив, що ця серія стане прямим сиквелом епізодів-флешфорвардів 16 сезону «Future-Drama» і 23 сезону «Holidays of Future Passed». Також було оголошено, що акторка Емі Полер знову стане запрошеною зіркою в ролі майбутньої колишньої дружини Барта Дженди, яку вона раніше озвучувала в епізоді «Future-Drama».
Джін також повідомив, що події у серії відбуватимуться за 30 років від 2014 року (2044), і що «Барт намагатиметься забути своє розлучення, і зробить це дещо у стилі „Згадати все“».

## Цікаві факти і культурні відсилання
- Фраза Дженди про те, що Барт «виріс» ― це відсилання на серію «Future-Drama», в якій після шкільного випускного, вислухавши божевільні плани Барта на майбутнє, Дженда усвідомила, що «стала доросліша за нього».

## Ставлення критиків і глядачів
Під час прем'єри серію переглянули 3,64 млн осіб з рейтингом 1.7, що другим найпопулярнішим шоу на каналі «Fox» тієї ночі, після «Сім'янина».
Денніс Перкінс з «The A.V. Club» дав серії оцінку C, сказавши, що у серії «відмовились від того, чим вона все ще могла б стати [у порівнянні з епізодом-попередником „Holidays of Future Passed“]. Натомість цей майбутній світ Сімпсонів здається просто майданчиком для сценаристів, щоб використати всі жарти з „Футурами“, які вони залишили».
Водночас, Тоні Сокол з «Den of Geek» дав серії чотири з п'яти зірок, сказавши, що серія — «це сміх кожні 2,5 секунди. Дуже достойне входження в те, що коли-небудь стане ще довшим найдовшим шоу, яке коли-небудь повільно йшло по сходах [до вершини]…»
Тереза Лопес з «TV Fanatic» дала серії чотири з п'яти зірок, сказавши, що їй сподобався цей флешфорвард «Сімпсонів», як і решту подібних серій. Однак, вона розкритикувала сюжет епізоду наприкінці, сказавши: «Що мені не сподобалось — це те, що частина подій серії насправді не відбулася… Хоча серіал зробив гарну роботу, посилаючись на цю маленьку сюжетну химерність наприкінці».
Згідно з голосуванням на сайті The NoHomers Club більшість фанатів оцінили серію на 1/5 із середньою оцінкою 2,34/5.